# Sint-Genesius-Rode
Sint-Genesius-Rode (fr. Rhode-Saint-Genèse) – miejscowość i gmina (gemeente) w Belgii, w Regionie Flamandzkim, w prowincji Brabancja Flamandzka, w okręgu Halle-Vilvoorde. 1 stycznia 2024 roku liczyła 18 693 mieszkańców.

## Demografia
- Źródła: NIS, od 1806 do 1981= według spisu; od 1990 liczba ludności w dniu 1 stycznia

1 stycznia 2024 całkowita populacja Sint-Genesius-Rode liczyła 18 693 osoby. Łączna powierzchnia gminy wynosi 22,75 km², co daje gęstość zaludnienia 822 mieszkańców na km².

## Podział administracyjny
W skład gminy nie wchodzi żadna dzielnica (deelgemeente).